# Schlußakkord (1960)
Schlußakkord ist ein deutsch-französisch-italienisches Filmdrama von Wolfgang Liebeneiner aus dem Jahr 1960 mit Christian Marquand und Eleonora Rossi-Drago in den Hauptrollen.

## Handlung
Liebe und Eifersucht, Gesang und große Emotion zur Zeit der Salzburger Festspiele.
Die Journalistin und Librettistin Linda Valore will das von ihr geschriebene, promotete und in die Wege geleitete Musikprojekt mit Namen „Peon Messias“ zum Sensationserlebnis der diesjährigen (1960) Salzburger Festspiele werden lassen. Die Vorarbeit läuft auch Hochtouren, die Proben haben soeben begonnen. Plötzlich aber geschieht etwas völlig Unerwartetes: Der vorgesehene Tenor sagt seine Teilnahme ab, und der Festspieldirektor distanziert sich von der Aufführung. Private wie künstlerische Vorbehalte haben das Vorhaben ins Wanken gebracht: Der Komponist des Werks, Frank Leroux, ist der Hauptschuldige an den ständigen Irritationen und Verzögerungen. Mal meckert der Schöpfer des Werks über den Tenor, den er als unfähig und provinziell geißelt, dann kommt er nicht in die Hufen und ist dabei, ständig Passagen an seinem Werk umzuschreiben. Zu allem Überfluss greift er nicht nur regelmäßig zur Flasche, sondern mit seinen Eifersuchtsattacken auch noch den angesehenen Dirigenten Alexander von Berkin an. Den wiederum verbindet eine alte Liebschaft mit Linda, die er liebend gern wieder auffrischen möchte.
Um ihr „Lieblingskind“ nicht sang- und klanglos untergehen zu lassen, nimmt Linda nun die Dinge in ihre Hände. Sie wird zur treibenden Kraft und ermuntert die Beteiligten, im Schloss Kleßheim rund um die Uhr zu proben. Der viel bekrittelte Tenor wird ausgetauscht und dessen Kollege, der Startenor Carlo del Monti, an seiner statt verpflichtet. Um dem Störfeuer der „Primadonna“ unter den Autoren zu entgehen, überzeugt man Laroux, sich wegen seines nunmehr unübersehbaren Alkoholproblems in einem Sanatorium behandeln zu lassen. Die Uraufführung von „Peon Messias“ steht bevor, doch weitere dramatische Ereignisse gefährden die Premiere. Leroux sorgt weiterhin für Störfeuer, doch diesmal sind es nicht die anderen, die er für unfähige Kulturbanausen hält. Diesmal findet er, dass sein eigenes Meisterwerk einfach nur „Müll“ sei. Jetzt will er partout die gesamte Partitur neu schreiben. Nach einigem Hin und Her kommt es doch noch zur Premiere, und als der Schlussakkord verklungen ist, erfährt der Selbstzweifelnde einen tosenden Applaus und der Dirigent in der Theatersekretärin Josefine Wendelin eine neue Liebe.

## Produktionsnotizen
Schlußakkord wurde in der Stadt Salzburg und im Salzburger Umland gedreht und am 23. Dezember 1960 uraufgeführt.
Der Film entstand nach einer Idee von Walter Forster und dem Produzenten Carl Szokoll. Wolfgang Birk hatte die Produktionsleitung, Helga Billian schuf die Kostüme. Die Bauten stammen aus den Händen des Ehepaars Otto Pischinger und Herta Hareiter sowie von Wolf Witzemann. Hans Hagen dirigierte die Wiener Symphoniker.
Die Zusammenarbeit zwischen Regisseur Liebeneiner, bis 1945 Protegé von Filmminister Joseph Goebbels, und dem aus den USA heimgekehrten Emigranten Hans Kafka, der das Drehbuch – sein letztes Kinomanuskript überhaupt – zu Liebeneiners Inszenierung schrieb, war nicht ohne Pikanterie. Nur anderthalb Jahrzehnte zuvor hatte Kafka in seiner Eigenschaft als Aufbau-Autor heftig über Liebeneiner hergezogen. Dazu hieß es in Kay Wenigers 'Es wird im Leben dir mehr genommen als gegeben …': „Über diesen einstigen Goebbels-Günstling (und einige seiner Kollegen aus Regie, Produktion und Schauspiel) hatte Kafka – einst gnadenlos in der Beurteilung aller unter der NS-Herrschaft arbeitenden Filmkollegen – noch 15 Jahre zuvor im ‘Aufbau‘ (Ausgabe 39 vom 28. September 1945, S. 14) wüste Schmähungen ausgeschüttet. In dem Artikel „Nazi Business With a Future“ schrieb er damals unter anderem: „But instead of jailing the Goebbels stooges in the German movie industry … the Harlans, Liebeneiners, Forsts who directed the pictures… they are ‘wooed with fat contracts‘“.“

## Kritiken
„Liebe und fünf hochzeitsreife Paare in einem Salzburger Festspielfilm. Es geht um die Uraufführung einer Kurzoper und ihren eifersüchtigen Komponisten: Er verprügelt den Ersten Tenor und erschießt beinahe den Zweiten. Dazwischen singt Mario Monaco, Italiens Startenor, Leoncavallo, Verdi und Auric. Liebeneiner inszenierte den pompösen Krampf ausladend und ernsthaft.“

Paimann’s Filmlisten resümierte: "Mit unverbindlicher Handlung, ihrem Können angemessenen Rollen für die sympathischen Mitwirkenden und … seriöser sowie leichter Musik für den Star ein gepflegter Sängerfilm, der durch das Salzburger Milieu … gewinnt."
Der Spiegel nannte den Streifen anlässlich einer Fernsehausstrahlung 1982 eine „konventionelle deutsch-französisch-italienische Kinoschnulze“